# Здравна психология
Здравна психология (на английски: health psychology) означава, разбиране на начина, по който биологичните, психичните, културните фактори и средата си взаимодействат, при определяне на физическото здраве и превенцията на определени заболявания. Здравните психолози работят заедно с други медицински специалисти в клинична среда, за поведенческа промяна при превенция на общественото здраве, преподават в университети и провеждат изследвания. Въпреки че началото може да бъде проследено до сходствата с обекта на клиничната психология, има четири различни клона на здравната психология, както и един свързан клон, които са се обособили във времето. Нейни клонове са:
- клинична здравна психология,
- психология на общественото здраве,
- здравна психология на общността,
- здравна психология на работното място,
- критична здравна психология. [1] Организациите, тясно свързани с областта здравна психология, включват Отдел 38 на Американската асоциация по психология и Отдел здравна психология на Британското психологическо общество.

## Преглед
- Клинична здравна психология (Clinical health psychology, ClHP) е термин за разграничаване на здравната психология, която отразява факта, че областта първоначално е била клон на клиничната психология. ClHP има и важен принос в областта на поведенческата терапия в психологията. Клиничната практика включва обучение, техники за поведенческа промяна и психотерапия. В някои страни клиничният здравен психолог след допълнително обучение може да стане медицински психолог и следователно да получи правото да издава рецепти.
- Обществената здравна психология (Public health psychology, PHP) е ориентирана към населението. Основната цел на PHP е да изследва възможните причинно-следствени връзки между психологическите фактори и здравето на ниво нация. Обществените здравни психолози предоставят резултатите от изследванията си на преподаватели, политици и предоставящи здравни грижи с цел промоция на по-добро обществено здраве, включително епидемиология, хранене, генетика и биостатистика. Някои PHP интервенции са насочени към рискови групи от населението (необразовани, самотни жени майки-пушачки), а не към населението като цяло (т.е. не към всички бременни жени).
- Здравна психология на общността (Community health psychology, CoHP) проучва факторите на общността, които допринасят за здравето и благополучието на хората, които живеят в общностите. CoHP също така разработва интервенции на ниво общност, насочени да противодействат на заболяванията и да увеличат психическото и физическото здраве. Общността често служи като ниво на анализ и често се разглежда като партньор в интервенциите, свързани със здравето на общността.
- Критичната здравна психология (Critical health psychology, CrHP) е концентрирана върху разпределението на властта и влиянието на силовите диференциали върху здравето и поведението, системите за здравни грижи и здравната политика. CrHP поставя като приоритет социалната справедливост и универсалното право на здраве на хората независимо от раса, пол, възраст и социално-икономически статус. Основен въпрос са здравните неравнопоставени възможности. Критичният здравен психолог е посредник на промяната, не просто анализатор или съставител на каталози. Водещата организация в тази сфера е Международно общество на критичната здравна психология.
- Здравна психология на работното място (Occupational health psychology, OHP) изследва темите, свързани с работната среда.

Здравната психология е както теоретична, така и приложна наука. Здравните психолози боравят с разнообразни изследователски методи. Тези методи включват контролирани рандомизирани експерименти, квази-експерименти, лонгитюдни проучвания, дизайн на времеви серии, срезови проучвания, проучвания на случаи, както и изследвания на дейности. Здравните психолози изследват широк набор променливи като генотип, сърдечносъдови заболявания (сърдечна психология), навици на пушене, религиозни убеждения, употреба на алкохол, социална подкрепа, условия на живот, емоционални състояния, социална класа и много други. Някои здравни психолози лекуват хора с нарушения на съня, проблеми, свързани със злоупотреба с алкохол и други. Други здравни психолози имат за цел съдействие на представителите на общността, за да постигнат контрол над здравето си и да подобрят качеството на живот на цяла общност.

## Приложения на здравната психология

### Подобряване на връзката лекар-пациент
Здравните психолози правят опит за подпомагане на процеса на комуникация между лекари и пациенти по време на медицински консултации.

### Управление на болката
Здравната психология се стреми да намери начини за намаляване и отстраняване на болката, както и да разбере аномалиите, свързани с нея, като епизодична анелгезия, невралгия и фантомна болка в крайниците. Въпреки че задачата „измерване и описване на болката“ е проблемна, създаването на въпросника McGill Pain Questionnaire отбелязва напредък в тази област. Лечението на болката включва контролирана от пациента аналгезия, акупунктура (която според Berman е ефикасен начин за намаляване на болката при коленен остеоартрит), метода биофидбек и когнитивна поведенческа терапия.